# Max Otto Lagally

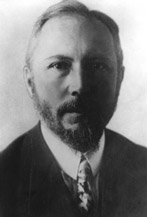
Max Otto Lagally

Max Otto Lagally (* 7. Januar 1881 in Neuburg an der Donau; † 31. Januar 1945 in Dresden) war ein deutscher Mathematiker und Physiker. Im Mittelpunkt seines wissenschaftlichen Schaffens steht die Verwendung der Mathematik zur Modellierung physikalischer Eigenschaften von Flüssigkeiten.

## Leben
Lagally machte das Abitur in Regensburg und studierte von 1899 bis 1903 Mathematik und Physik an der Ludwig-Maximilians-Universität München und promovierte dort 1903. Danach war er Assistent in Würzburg und München. Ab 1907 war er im Schuldienst. 1913 habilitierte er sich an der TH München. Während des Ersten Weltkriegs war Lagally von 1915 bis 1918 als Vermesser an der West- und Ostfront tätig. Von 1920 bis 1940 war er Ordinarius des Lehrstuhls für Höhere Mathematik an der TH Dresden. Seit 1940 wurde er wegen einer schweren Krankheit beurlaubt und 1943 vorzeitig emeritiert. Im selben Jahr wurde er als ordentliches Mitglied in die Sächsische Akademie der Wissenschaften aufgenommen. Im November 1933 unterzeichnete er das Bekenntnis der deutschen Professoren zu Adolf Hitler.

## Werke
Lagally veröffentlichte über 50 Beiträge in verschiedenen Fachzeitschriften. Seine wichtigsten Werke sind die 1928 erstmals veröffentlichten Vorlesungen über Vektorrechnung sowie die 1934 erschienene Abhandlung über die physikalischen Eigenschaften von Gletschern. Letzteres führte 1960 zur Benennung des Mount Lagally in der Antarktis.
- Über Flächen mit sphärischen Krümmungslinien, vom kugelgeometrischen Standpunkt aus betrachtet, und die entsprechenden Flächen des Linienraumes; 1903
- Geodätische Netze auf Rotationsflächen; 1909
- Über die Verbiegung geodätischer Netze; 1910
- Über unendlich kleine isometrische Verbiegungen einer Fläche mit höherer als erster Näherung; 1914
- Zur Theorie der Wirbelschichten; 1915
- Über die Bewegung einzelner Wirbel in einer strömenden Flüssigkeit; 1915
- Die Abbildung einer bewegten Ebene durch eine photographische Kammer mit Schlitzverschluß; 1918
- Über orthogonale Kurvensysteme in der Ebene; 1919
- Über gewisse Verbiegungen der achsenaffinen Flächen, insbesondere der Flächen 2. Ordnung; 1919
- Über ein Verfahren zur Transformation ebener Wirbelprobleme; 1921 (doi:10.1007/BF01211611)
- Über den Druck einer strömenden Flüssigkeit auf eine geschlossene Fläche; 1921
- Klassen von Rotationsflächen mit längengleichen Haupttangenten-Kurven; 1924
- Die Verwendung des begleitenden Dreibeins für den Aufbau der natürlichen Geometrie; 1927
- Vorlesungen über Vektorrechnung; Akademische Verlagsgesellschaft Geest und Portig K.G. 1928
- Ein Abbildungssatz; 1931
- Dreifach-orthogonale Kurvenkongruenzen; 1932
- Mechanik und Thermodynamik des stationären Gletschers; 1934